# Alfredo Chavero e Híjar
Alfredo Chavero e Híjar (Ciudad de México, 24 de diciembre de 1900 - ibídem, 1980) fue un contador público mexicano. Fue fundador, profesor y director de varias de las instituciones de educación contable más importantes de la Ciudad de México, y también de varios de los más importantes despachos contables del país. Esto además de su papel como funcionario público, pues estuvo a la cabeza de asociaciones e instituciones diversas. Al igual que muchos de sus contemporáneos, fue un fiel creyente de que el desarrollo económico de una nación depende de la educación, y estaba convencido de que es imprescindible que los responsables de dicha tarea participen activamente en ella. A partir de este ideario se reflejó su labor como fundador de importantes instituciones dedicadas a la docencia y normatividad de la contabilidad.

## Estudios
Estudió en la Escuela Superior de Comercio y Administración, obteniendo su título el 30 de octubre de 1920. Obtuvo una beca auspiciada por la London School of Economics and Political Science para continuar sus estudios en Ciencias Económicas en la Universidad de Londres; con lo que adquirió importantes conocimientos sobre las tendencias contables de Europa y Estados Unidos, ya que se cuenta entre los participantes de diferentes congresos internacionales de contadores, celebrados a partir de 1904 en ciudades como Nueva York, Londres y Ámsterdam.

## Labor docente

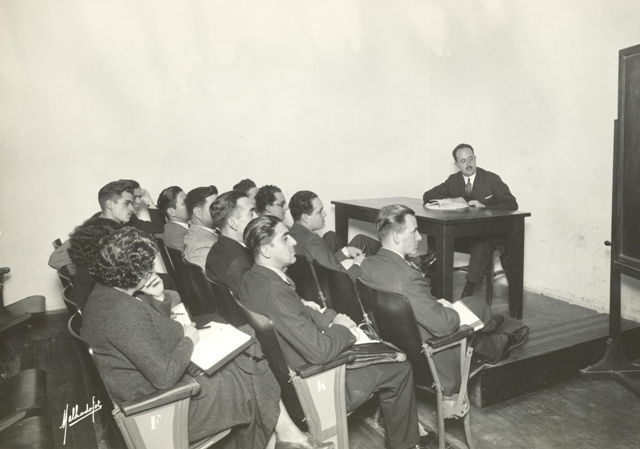
Alfredo Chavero e Híjar impartiendo cátedra en los años 30.

Su labor como docente se extendió durante tres décadas y estuvo presente en las mejores instituciones de la enseñanza de disciplinas de negocios y comerciales.
En 1930 Alfredo Chavero ingresa a la planta docente de la Escuela Bancaria del Banco de México, por invitación del Manuel Gómez Morin y de Alberto Mascareñas Navarro, para impartir la clase de Cálculos Mercantiles Superiores y Operaciones Financieras.
La reestructura del Banco de México en 1932, a raíz de los cambios directivos, provocó la suspensión de las labores de la Escuela Bancaria del Banco de México. Este suceso despertó la inquietud de los profesores de la institución para continuar con la labor social de formar profesionales en los ramos comerciales y de negocios, por lo que, en ese mismo año, Alfredo Chavero, junto con otros dieciséis destacados personajes de la vida política, académica y económica de México, firmó el acta constitutiva de la Escuela Bancaria y Comercial (EBC).
Durante dos años Alfredo Chavero e Híjar, junto con Alejandro Prieto Llorente y Agustín Loera y Chávez, participó como socio y profesor de la Escuela Bancaria y Comercial. Durante este período la institución se alojaba en las calles de Palma y Madero, en la Ciudad de México. Para 1934, se muda al edificio Thermidor, a unas cuantas cuadras de sus anteriores instalaciones, época durante la cual Alfredo Chavero continuó su práctica docente en la escuela, alternando con la cátedra de la Escuela Nacional de Comercio y Administración (ENCA).
De 1934 a 1936 fue director de la ENCA durante el período de 1934 a 1936, tiempo en el cual la UNAM, a la cual estaba afiliada la escuela, entró en un período de renovación, implementándose así nuevos planes y programas de estudio acordes con las nuevas necesidades del comercio.
En 1939, nuevamente con la Escuela Bancaria y Comercial, junto con Agustín Loera y Chávez, Alejandro Prieto Llorente, Joaquín Ibarrola y otros socios, Alfredo Chavero participa en la apertura del internado de la institución.
A pesar de dejar la dirección en 1936, Alfredo Chavero continuó con su labor educativa y fue un gran impulsor de la conversión de la ENCA, naciendo así, en 1965, la Facultad de Contaduría y Administración de la UNAM.
Su carrera docente se extendió en otras instituciones de régimen privado. Fue fundador de la Escuela de Contaduría Pública de la Universidad Iberoamericana, así como catedrático en la Escuela Libre de Derecho y la Escuela Central de México.

## Funcionario público y fundador de despachos contables
Como funcionario público fue director general de Bienes Nacionales, vocal ejecutivo de la Comisión Ajustadora de la Deuda Pública, vocal de la Comisión Nacional de Presupuestos; vocal secretario de la Comisión Nacional Bancaria y subdirector técnico del Instituto Mexicano del Seguro Social, entre otros puestos relacionados con la planeación económica y la seguridad social.
Impulsor de diversos despachos en México, fundó en 1920 Alfredo Chavero y Cía., despacho que durante los años 70 continuó con su expansión y que, al fusionarse con otras entidades, terminó por formar el despacho Galaz, Yamazaki, Ruiz Urquiza, S.C., representante en México de la firma internacional Deloitte Touche Tohmatsu. 
Junto con Alejandro Prieto Llorente fundó el despacho Chavero, Prieto y Cía., el cual tuvo que abandonar debido a su actividad profesional, lo que llevó al contador Prieto a asociarse con Luis Ruiz de Velasco para formar el despacho Prieto, Ruiz de Velasco y Cía.
Fue integrante del Instituto Mexicano de Contadores Públicos de México, miembro fundador en el año de 1924 y presidente de 1935 a 1938.
Alfredo Chavero continuaría la labor del C.P. Roberto Casas Alatriste de representar a México en las conferencias internacionales sobre contabilidad, consolidándose así como uno de los más destacados contadores de nuestro país.
El contador Chavero falleció en la Ciudad de México en 1980.